# 6. ústřední výbor Komunistické strany Číny
6. ústřední výbor Komunistické strany Číny (čínsky pchin-jinem Zhōngguó Gòngchǎndǎng dìliùjiè Zhōngyāng Wěiyuánhuì, znaky zjednodušené 中国共产党第六届中央委员会) byl nejvyšší orgán Komunistické strany Číny v letech 1928–1945, mezi VI. a VII. sjezdem. Na VI. sjezdu pořádaném v červnu–červenci 1928 jeho delegáti zvolili ústřední výbor o 23 členech a 13 kandidátech. Během svého funkčního období se výbor sešel sedmkrát, poprvé v závěru sjezdu, kdy zvolil užší vedení strany – 6. politbyro, stálý výbor politbyra a generálního tajemníka ÚV.

## Složení
Členové ústředního výboru zvolení na VI. sjezdu:
1. Jang Fu-tchao (杨福涛; zemřel v červnu 1928)
2. Ku Šun-čang (顾顺章, do dubna 1931, zatčen Kuomintangem)
3. Siang Čung-fa (向忠发, v červnu 1931 zatčen a zabit Kuomintangem)
4. Pcheng Pchaj (彭湃, v srpnu 1929 zatčen a zabit Kuomintangem)
5. Sü Si-ken (徐锡根, 1932 zatčen)
6. Lu Fu-tchan (卢福坦, zatčen v lednu 1933)
7. Li Ti-šeng (李涤生, vyloučen ze strany v listopadu 1928）
8. Čang Ťin-po (张金保, žena, do července 1931 a od dubna 1945)
9. Su Čao-čeng (苏兆征, zemřel v únoru 1929)
10. Kuan Siang-jing (关向应, Mandžu, uvězněn v srpnu 1931, zakrátko propuštěn)
11. Luo Teng-sien (罗登贤, zatčen Kuomintangem v březnu 1933, zabit v srpnu 1933）
12. Mao Ce-tung (毛泽东)
13. Jang Jin (杨殷, v srpnu 1929 zatčen a zabit Kuomintangem)
14. Čou En-laj (周恩来)
15. Li Jüan (李源)（do podzimu 1928）
16. Cchaj Che-sen (蔡和森, uvězněn a v srpnu 1931 zabit)
17. Siang Jing (项英, padl v lednu 1941)
18. Žen Pi-š’ (任弼时)
19. Jü Mao-chuaj (余茂怀, do září 1932)
20. Wang Cao-wen (王藻文, do listopadu 1928)
21. Čchü Čchiou-paj (瞿秋白, v únoru 1935 uvězněn Kuomintangem a v červnu 1935 zabit)
22. Li Li-san (李立三)
23. Čang Kuo-tchao (张国焘, vyloučen ze strany v dubnu 1938)

Kandidáti ústředního výboru zvolení na VI. sjezdu:
1. Sü Lan-č’ (徐兰芝, člen od listopadu 1928)
2. Wang Feng-fej (王凤飞, člen od listopadu 1928)
3. Wang Čuo (王灼, člen od listopadu 1928)
4. Tchang Chung-ťing (唐宏经, člen od listopadu 1928)
5. Liou Ťien-jü (刘坚予, uvězněn a zabit v květnu 1930)
6. Sia Wen-fa (夏文法, uvězněn Kuomintangem v únoru 1929, zabit v březnu 1929)
7. Š’ Wen-pin (史文彬, vyloučen v červenci 1931)
8. Li C’-fen (李子芬, uvězněn v srpnu 1932, zemřel v prosinci 1935)
9. Čou Siou-ču (周秀珠, žena, do ledna 1931)
10. Kan Čuo-tchang (甘卓棠, v únoru 1929 uvězněn a zabit)
11. Teng Čung-sia (邓中夏, uvězněn Kuomintangem a zabit v květnu 1933)
12. Luo Čang-lung (罗章龙, vyloučen ze strany v lednu 1931)
13. Wang Čung-i (王仲一, odvolán v listopadu 1928)

Řada členů a kandidátů ÚV byla zatčena a popravena vládou Kuomintangu nebo různými režimy militaristů, část jich byla odvolána, vyloučena, nebo odešla ze strany. Ústřední výbor byl proto doplňován o nové členy a kandidáty. Tak v listopadu 1928 byli politbyrem
- převedeni z kandidátů na členy: Sü Lan-č’ (徐兰芝, odvolán v lednu 1931), Wang Feng-fej (王凤飞, odvolán v lednu 1931), Wang Čuo (王灼, do září 1931), Tchang Chung-ťing (唐宏经, vyloučen ze strany v červenci 1931).[1]

V září 1930 byli na třetím zasedání ÚV
- zvoleni členy: Wen Jü-čcheng (温裕成, odvolán v květnu 1931), Li Wej-chan (李维汉, odvolán a odjel do Moskvy v lednu 1931), Čchen Jü (陈郁), Sü Ping-ken (徐炳根, zatčen Kuomintangem v září 1932), Lu Wen-č’ (陆文治, také jako Lu Jung čch’ /卢永炽/, Lu Te-kuang /卢德光/, do listopadu 1931), Che Čchang (贺昌, do ledna 1931), Teng Fa (邓发);[1]
- zvoleni kandidáty: Jüan Ping-chuej (袁炳辉, uvězněn Kuomintangem v říjnu 1932), Čchen Jün (陈云, člen od ledna 1931), Lin Jü-jing (林育英, také jako Čang Chao /张浩/ nebo Čung Tan /仲丹/, člen od listopadu 1938), Wang Kche-čchüan (王克全, člen od ledna 1931), Ču Te (朱德, člen od ledna 1934), Chuang Pching (黄平, v prosinci 1932 uvězněn, v lednu 1933 vystoupil ze strany), Jün Taj-jing (恽代英, v květnu 1930 uvězněn, v dubnu 1931 popraven), Čchen Tchan-čchiou (陈潭秋, uvězněn a v září 1943 popraven).[1]

V lednu 1931 byli na čtvrtém zasedání ÚV
- převedeni z kandidátů na členy: Čchen Jün (陈云), Wang Kche-čchüan (王克全, odvolán v lednu 1931);[1]
- zvoleni členy: Čchin Pang-sien (秦邦宪, také jako Po Ku /博古/), Chan Lien-chuej (韩连会, odvolán v únoru 1931), Liou Šao-čchi (刘少奇), Čchen Šao-jü (陈绍禹, také jako Wang Ming /王明/), Šen Sien-ting (沈先定, odvolán v lednu 1931), Sü Wej-san (许畏三, do 1932);[1]
- zvoleni kandidáty: Sia Si (夏曦, padl v únoru 1936), Šen Ce-min (沈泽民, zemřel v listopadu 1933) , Wang Ťin-žen (王荩仁, zatčen v únoru 1933), Ceng Ping-čchun (曾炳春, zabit v květnu 1932).[1]

V září 1931 byli prozatímním politbyrem
- jmenováni členy: Čang Wen-tchien (张闻天, také jako Luo Fu /洛甫/) a Kchang Šeng (康生);[1]
- jmenován kandidátem: Li Ču-šeng (李竹声, do 1934).[1]

V lednu 1934 byli na pátém zasedání ÚV
- převedeni z kandidátů na členy: Ču Te (朱德);[1]
- zvoleni členy: Wang Ťia-siang (王稼祥), Che Kche-čchüan (何克全, také jako Kchaj Feng /凯丰/), Ku Cuo-lin (顾作霖, zemřel v květnu 1934), Fang Č’-min (方志敏);[1]
- zvoleni kandidáty: Pcheng Te-chuaj (彭德怀, člen od 1936), Jang Šang-kchun (杨尚昆), Čchen Tchie-čeng (陈铁铮, také jako Kchung Jüan /孔原/), Li Fu-čchun (李富春), Li Wej-chan (李维汉, člen od ledna 1935).[1]

V lednu 1935 byl politbyrem
- převeden z kandidátů na členy: Li Wej-chan (李维汉).[1]

V srpnu 1935 byli politbyrem
- jmenováni členy: Sü Siang-čchien (徐向前), Čchen Čchang-chao (陈昌浩), Čou Čchun-čchüan (周纯全);[1]
- jmenováni kandidáty: Che Wej (何畏), Li Sien-nien (李先念), Fu Čung (傅钟).[1]

V lednu 1936 byli politbyrem
- převeden z kandidátů na členy: Pcheng Te-chuaj (彭德怀).[1]

V listopadu 1938 byli na šestém zasedání ÚV
- převeden z kandidátů na členy: Lin Jü-jing (林育英, také jako Čang Chao /张浩/ nebo Čung Tan /仲丹/ zemřel v březnu 1942)
- zvoleni členy: Lin Po-čchü (林伯渠), Tung Pi-wu (董必武), Wu Jü-čang (吴玉章).[1]

## Jednání
1. zasedání 18. července 1928 v Nikolském u Moskvy
Jednání na závěr VI. sjezdu, ústřední výbor zvolil užší vedení strany – politbyro o sedmi členech (Siang Čung-fa, Su Čao-čeng, Siang Jing, Čou En-laj, Čchü Čchiou-paj, Cchaj Che-sen a Čang Kuo-tchao) a sedmi kandidátech (Kuan Siang-jing, Li Li-san, Luo Teng-sien, Pcheng Pchaj, Jang Jin, Lu Fu-tchan a Sü Si-ken), stálý výbor politbyra o pěti členech (Siang Čung-fa, Čou En-laj, Su Čao-čeng, Siang Jing, Cchaj Che-sen) a třech kandidátech (Li Li-san, Jang Jin, Sü Si-ken), generální tajemník ÚV (Siang Čung-fa), Čchü Čchiou-paj a Čang Kuo-tchao vybráni za reprezentanty KS Číny v Kominterně
2. zasedání 25.–30. června 1929 v Šanghaji
Zasedání přijalo několik rezolucí o mezinárodních i vnitrostranických otázkách. V souladu s linií Kominterny odmítlo levý radikalismus i pravici, přičemž za nebezpečnější prohlásilo pravou „úchylku“, celkově plénum pod vlivem Li Li-sana a jeho skupiny posunulo stranu doleva proti závěrům VI. sjezdu.
3. zasedání 24.–28. září 1930 v Šanghaji
Pléna se účastnili Čou En-laj a Čchü Čchiou-paj, kteří se v srpnu 1930 vrátili z Moskvy (kde pobývali od jara 1930, resp. od roku 1928), Li Li-san tím ztratil dominanci ve vedení strany. Rezoluce pléna v zásadě potvrdila soulad „Li Li-sanovy linie“ s pokyny Kominterny, avšak kritizovala Li Li-sana za taktické chyby při jejím naplňování.
4. zasedání 7. ledna 1931 v Šanghaji
Odsouzení Li Li-sanovy politiky jako ideologicky chybné. Reorganizace vedení strany po prosincovém odjezdu Li Li-sana do Moskvy na žádost Kominterny, stranu od ledna vedl stálý výbor politbyra ve složení Siang Ču-fa, Čou En-laj a Čang Kuo-tchao, od února i Wang Ming; ovšem generální tajemník Siang Ču-fa nebyl silnou osobností a Čang se vrátil z Moskvy koncem ledna 1931, ale už v dubnu 1931 se přesunul k sovětu E-Jü-Wan na pomezí Chu-peje, Che-nanu a An-chueje.
5. zasedání 15.–18. ledna 1934 v Žuej-ťinu
Předneseny tři hlavní zprávy – o situaci ve straně (Čchin Pang-sien, který tehdy vedl ÚV a politbyro), o sovětské vládě (Čang Wen-tchien) a o situaci komunistů v „bílých oblastech“ (to jest oblastech ovládaných Kuomintangem a militaristy, Čchen Jün); přijato několik rezolucí. Místo stálého výboru ustaven ústřední sekretariát (Čchin Pang-sien, Čou En-laj, Čang Wen-tchien, Čchen Jün, Wang Ming a Čang Kuo-tchao), celkovým řízením sekretariátu a strany byl i nadále pověřen Čchin Pang-sien.
6. zasedání 29. září – 6. listopadu 1938 v Jen-anu
První zasedání po dokončení Velkého pochodu. Hlavní zprávu přednesl Mao Ce-tung.
7. zasedání 21. května, 5. června, 9. listopadu a 7.–9. prosince 1944, 18. února, 31. března a 20. dubna 1945 v Jen-anu
Po dobu zasedání pravomoci politbyra a sekretariátu převzalo předsednictvo zasedání (Mao Ce-tung, Ču Te, Liou Šao-čchi, Žen Pi-š’ a Čou En-laj). Připravovalo VII. sjezd, Čou En-laj a Mao Ce-tung přednesli zprávy o jednáních s Kuomintagem a o aktivitách strany ve městech, na závěr přijata Rezoluce o některých otázkách historie naší strany vyzdvihující Mao Ce-tunga a odsuzující politické linie Čchen Tu-sioua, Li Li-sana, a poprvé i Wang Minga a Čchin Pang-siena.